# ムヤカバング・フランシス
ムヤカバング・フランシス（Muya Kabangu Francis、2001年4月30日 - ）は、コンゴ民主共和国の男子バレーボール選手、バスケットボール選手。

## 来歴
キンシャサ出身。中学時代にバスケットボールとバレーボールを経験し、15歳で延岡学園高等学校にバスケットボール選手として留学。
2年生時の2018年6月、自身と交代でコートに立った後輩留学生による審判員暴行事件が発生。インターハイ出場辞退、監督交代を経て第71回全国高等学校バスケットボール選手権大会に出場した。
3年生時に出場した第72回全国高等学校バスケットボール選手権大会でベスト8を経験した。
2020年に近畿大学に進学し、バスケットボール部に所属する一方で、バレーボール経験者であることからバレーボール部監督の光山秀行によるスカウトを受けバレーボール部にも入部、二刀流選手として注目を受けた。秋のリーグ戦では両競技でレギュラーとして出場し優勝を経験。また、近畿クラブスフィーダの選手としてV.LEAGUE DIVISION3（V3）の公式戦に出場した。
大学3年の2022年からはバレーボールに専念。第70回黒鷲旗ではV1チーム相手に健闘をみせた。同年は奈良ドリーマーズにレンタル移籍しV3の公式戦に出場。
2023年12月には男子日本代表若手有望選手合宿に参加し、男子日本代表監督のフィリップ・ブランからの指導を受けた。
2024年、近畿大学を卒業。5月にクボタスピアーズ大阪とのプロ契約が発表された。

## 人物
- 5人兄弟の末っ子[1]。
- リンガラ語、スワヒリ語、フランス語、英語、日本語を解する[13]。
- 近畿大学バスケットボール部の先輩に同じくコンゴ民主共和国出身のカロンジ磯山パトリックがいる[14]。

## 受賞歴
- 2021年 - KCAA大学スポーツ奨励賞[15]

## 所属チーム
- 近畿大学（2020-2024年）
  - 近畿クラブスフィーダ（2020-2022年）
  - 奈良ドリーマーズ（2022-2023年）
  - 近畿クラブスフィーダ（2023-2024年）
- クボタスピアーズ大阪（2024年-）